# جائزة إيطاليا الكبرى 1998
جائزة إيطاليا الكبرى 1998 هو سباق فورمولا 1 أقيم بتاريخ 13 سبتمبر 1998 في حلبة مونزا، إيطاليا. كان الرابع عشر من أصل 16 في بطولة العالم لسباقات الفورمولا واحد موسم 1998. حلّ الألماني مايكل شوماخر أولا بينما جاء البريطاني إدي إيرفين في المركز الثاني وحصل على المركز الثالث الألماني رالف شوماخر.

## وصلات خارجية
- الموقع الرسمي